# پناهگاه سنگی

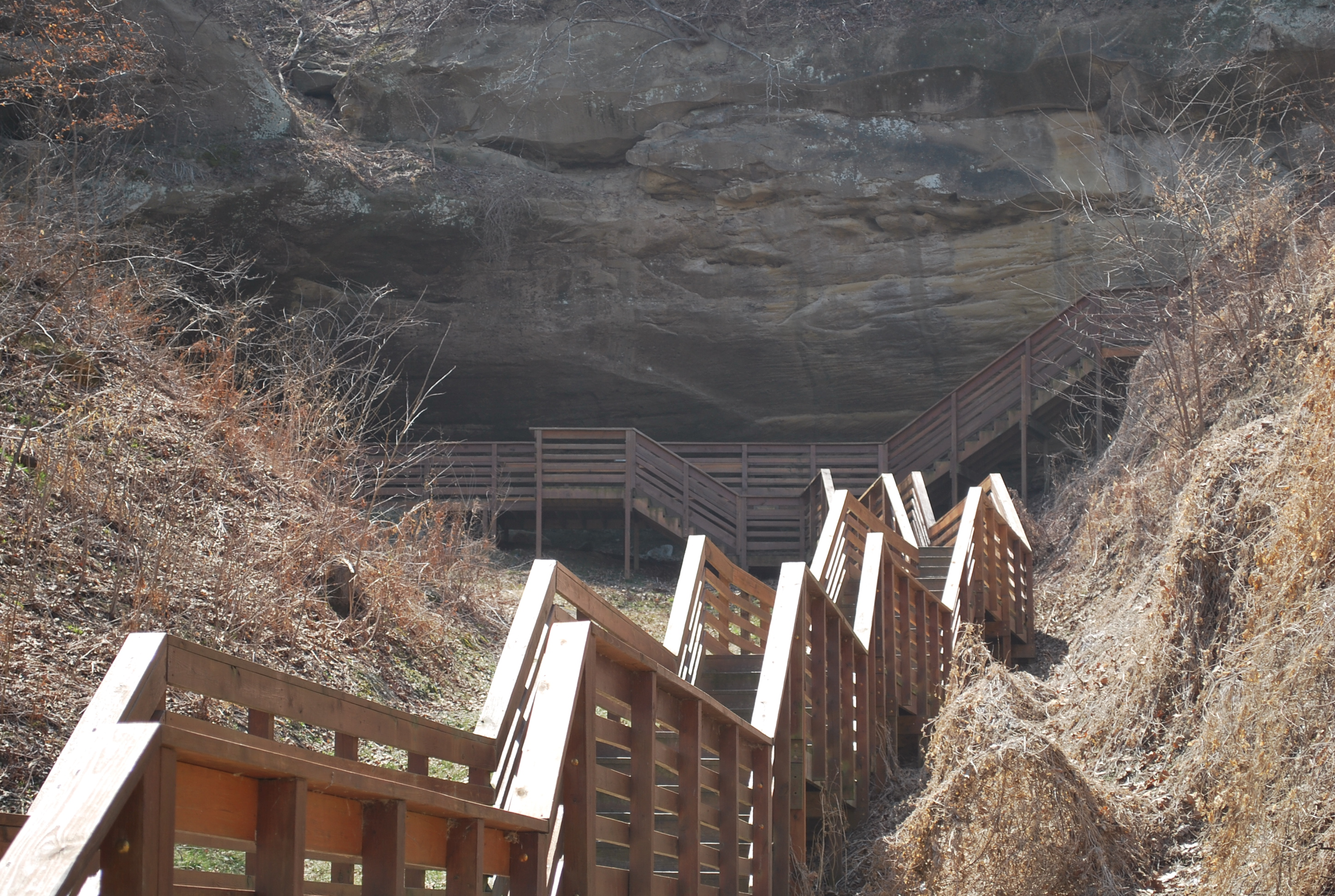
The rock shelter for which Indian Cave State Park is named.

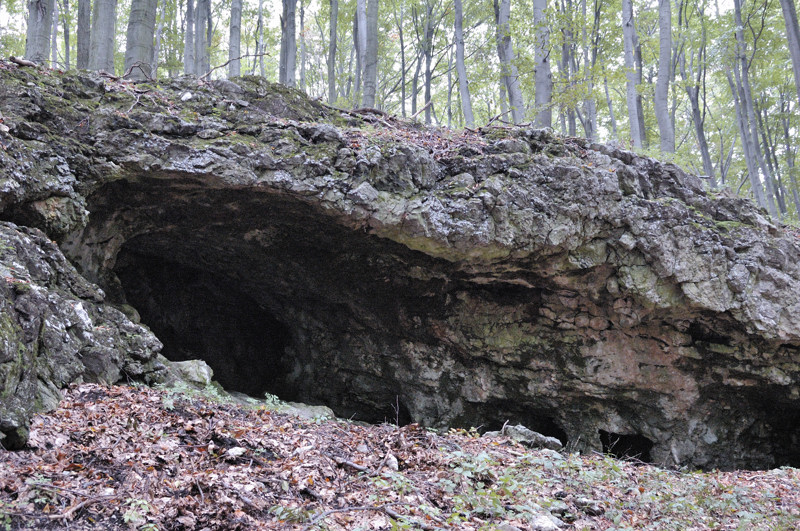
Rock shelter in the Little Carpathians

پناهگاه سنگی (انگلیسی: Rock shelter) (همچنین راک هاوس، غار کرپوسکولار، پناهگاه بلوف یا آبری) دهانه‌ای غارمانند کم عمق در پایه بلوف یا صخره است. برخلاف غارهای محلول (کارست) که غالباً مایل‌های زیادی طول دارند، پناهگاه‌های صخره ای تقریباً همیشه از نظر اندازه و وسعت متوسط هستند.

## تشکیل
پناهگاه‌های سنگی به این دلیل شکل می‌گیرند که یک لایهٔ سنگی مانند ماسه سنگ که در برابر فرسایش و هوا مقاوم است، صخره‌ای ایجاد کرده یا بلوف ایجاد کرده‌است، اما یک لایهٔ نرمتر، بیشتر در معرض فرسایش و هوا قرار دارد، درست در زیر لایهٔ مقاوم قرار دارد و بنابراین صخره را از زیر به اصطلاح می‌خورد.
در مناطق خشک، فرسایش بادی (فرسایش بادی) می‌تواند عامل مهمی در تشکیل پناهگاه‌های سنگی باشد. در بیشتر مناطق مرطوب، مهمترین عامل در تشکیل سنگ خانه، جوشش یخبندان است که در آن سنگ‌های نرم و متخلخل زیر، با خرد شدن ار اثر یخ‌زدگی از آب منافذ، از هم جدا می‌شوند. فرسایش ناشی از آب متحرک به ندرت عامل مهمی است.
بسیاری از پناهگاه‌های سنگی در زیر آبشارها یافت می‌شوند.